# Dinera cylindrica
Dinera cylindrica là một loài ruồi trong họ Tachinidae.